# Hala Sportowa AWF w Poznaniu
Hala Sportowa AWF w Poznaniu – hala dydaktyczno-sportowa Akademii Wychowania Fizycznego im. Eugeniusza Piaseckiego w Poznaniu, usytuowana przy ul. Droga Dębińska na obszarze SIM Łęgi Dębińskie, na osiedlu samorządowym Wilda.

## Opis
Hala została oddana do użytku 19 maja 2015 roku. Została zaprojektowana przez pracownię architektoniczną Neostudio Architekci, przez architektów Bartosza Jarosza i Pawła Świerkowskiego.
Hala usytuowana jest obok stadionu lekkoatletycznego. W czterokondygnacyjnym (w tym jedna kondygnacja podziemna) obiekcie przewidziano możliwość rozgrywek w dyscyplinach takich jak hokej halowy, piłka ręczna, koszykówka i siatkówka.
W hali mieści się pełnowymiarowe boisko, które może służyć do siatkówki bądź koszykówki, dwukondygnacyjne rozsuwane trybuny oraz sale dydaktyczne. W obiekcie urządzono także laboratorium biochemiczne i biomechaniczne wykonujące badania sportowców.
Obiekt otrzymał wyróżnienie w konkursie Budowniczy Polskiego Sportu, w kategorii Sportowa Architektura Regionu.
20 maja 2022 roku uroczyście nadano hali imię zmarłego Prorektora ds. Studiów, prof. AWF dra hab. Andrzeja Wieczorka. 